# Graziella Galvani
Pour les articles homonymes, voir Galvani.
Graziella Galvani, née à Milan (Lombardie) le 27 juin 1931 et morte à Baton Rouge Louisiane, États-Unis le 25 août 2022 est une actrice italienne.

## Biographie
Graziella Galvani est née à Milan et s'est formée à l'école d'art dramatique du Piccolo Teatro participant au début des années 1950 à diverses pièces de théâtre de Giorgio Strehler. Elle est principalement active à la télévision, dans les téléfilms et les séries, participant également  dans des films, interprétant principalement des seconds rôles. Galvani s'est mariée et a divorcé de l'acteur Giustino Durano.  

## Filmographie partielle
- 1960 : Kapò de Gillo Pontecorvo : Isabelle
- 1961 : Les Joyeux Fantômes (Fantasmi a Roma) d'Antonio Pietrangeli : la prof de maths
- 1964 : Frénésie d'été (Frenesia dell'estate) de Luigi Zampa : Selene
- 1965 : Pierrot le Fou de Jean-Luc Godard : Maria, la femme de Ferdinand
- 1965 : Nick Carter et le Trèfle rouge de Jean-Paul Savignac : Nanny
- 1969 : Senza sapere niente di lei de Luigi Comencini : Giovanna Mancuso
- 1970 : Lettera aperta a un giornale della sera de Francesco Maselli : Graziella
- 1972 : Fiorina la vacca de Vittorio De Sisti : Betta
- 1973 : Séduction (La seduzione) de Fernando Di Leo : Luisa
- 1974 : I miracoli accadono ancora de Giuseppe Maria Scotese : la mère de Juliane
- 1980 : La Terrasse d'Ettore Scola
- 1982 : La Nuit de San Lorenzo (La notte di San Lorenzo) de Paolo et Vittorio Taviani
- 1990 : Tre colonne in cronaca de Carlo Vanzina :  l'ex-femme de Leporino